# Leuculopsis
Leuculopsis is een geslacht van vlinders van de familie spanners (Geometridae), uit de onderfamilie Ennominae.

## Soorten
- L. approximans Dognin, 1904
- L. bilineata Warren, 1904
- L. coanaria Schaus, 1911
- L. collineata Dognin, 1907
- L. dubitaria Schaus, 1901
- L. intermedia Warren, 1906
- L. parvistriata Dognin, 1917
- L. pulverulenta Dognin, 1902
- L. rufifimbria Dognin, 1911
- L. unifasciata Druce, 1892
- L. vagula Dognin, 1908